# Šarići (Chorwacja)
Šarići – wieś w Chorwacji, w żupanii istryjskiej, w gminie Marčana. W 2011 roku liczyła 77 mieszkańców.